# Волчко Преслужич
Волчко Преслужич (укр. Волчко Преслужич; ум. после 1419) — влиятельный галицкий боярин начала XV века, основатель Рогатина.

## Биография
Происхождение и родители Волчка неизвестны, хотя высказывали предположение, что он мог быть потомком или родственником русского старосты Дмитрия Детько или даже последних Романовичей.
Титуловался по образцу польских королей и галицкого наместника князя Владислава Опольчика, как господин и помещик на Рогатине (Wolczko Presszlussicz dominy et heres de Rohatyn).
Впервые упомянут рядом с другими боярами Русского воеводства среди членов суда, проходившего между польским королем Владиславом II Ягелло и шляхтянкой Елизаветой (Ядвигой) Пилецкой в Медыке под Перемышлем.
В 1415—1419 годах основал на месте села Филипповичи (Philippowicze) город Рогатин (до этого располагался на горе у современного села Подгородье). Вместе с тем Волчко предоставил Рогатину магдебургское право, а также герб, на котором была изображена латинская буква R и олений рог.
Известна печать Волчка Преслужича, она имеет необычно большой диаметр — 43 мм, в то время скорее присущ княжеским и государственным печатям. Герб Волчка имеет вид латинской буквы «W», сближающей его с династическими трезубцами Рюриковичей.
Жена Волчка неизвестна. Его сын, Ивашко Богдан Рогатинский, участвовал в Луцкой войне 1431—1432 годов на стороне великого князя литовского и русского Свидригайло, из-за чего потерял родовые владения на Галичине и переселился на Волынь.